# Авиапушка

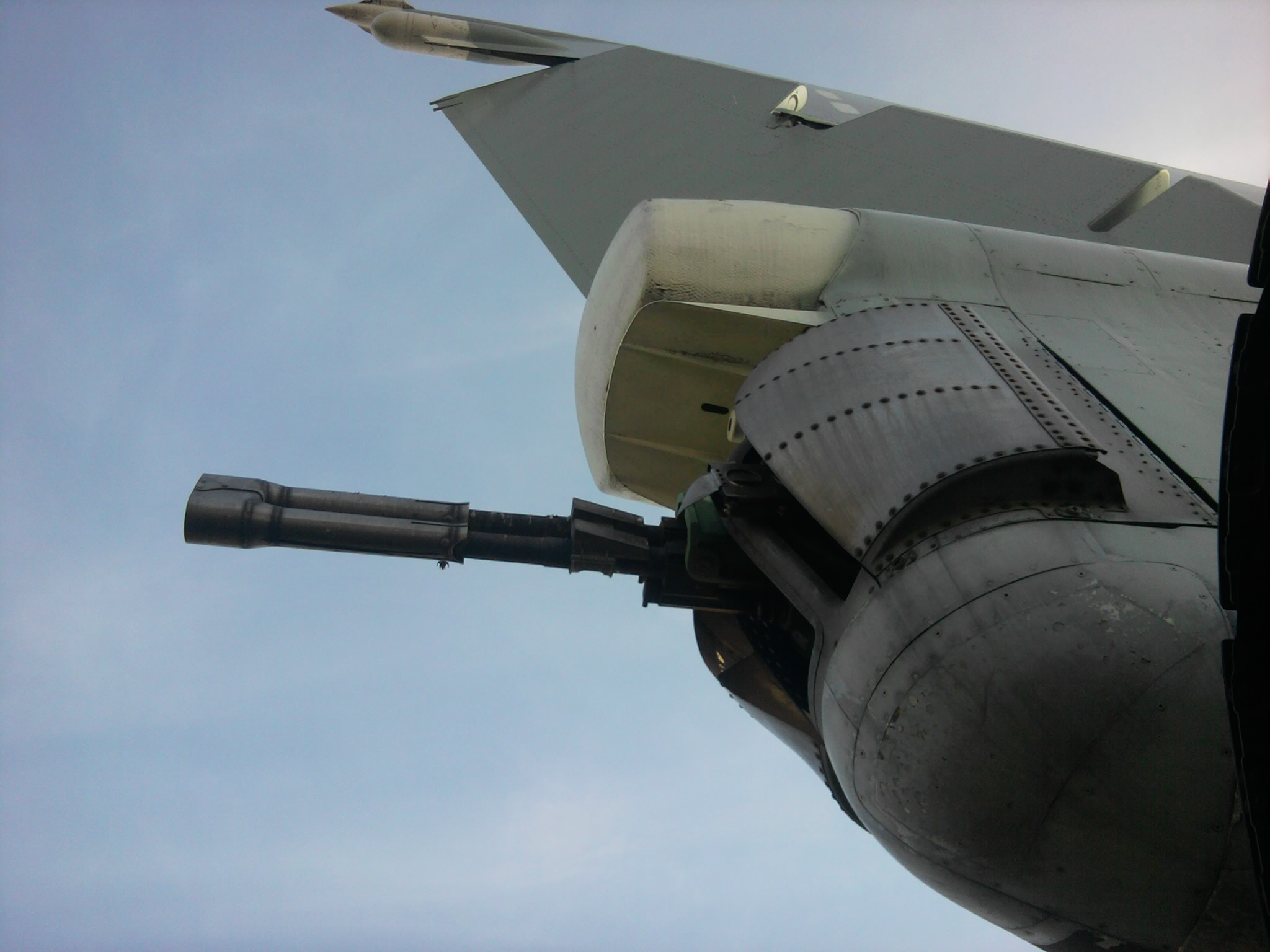
ГШ-23 в кормовой огневой установке Ту-22М. На стволы пушки надет теплоизоляционный кожух.

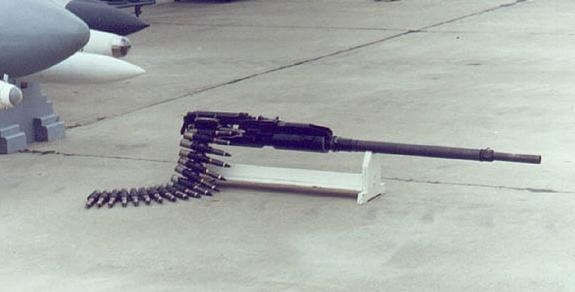
Авиапушка ГШ-30-1.

Авиапу́шка, Авиационная пушка — автоматическая пушка, адаптированная либо специально спроектированная для применения на летательном аппарате.
Отличительными особенностями авиационных пушек является их малый вес, высокая скорострельность, компактность и относительно небольшой калибр (до 45 миллиметров). Исключение составляют редкие авиационные пушки среднего и крупного калибра, основанные на безоткатной (динамореактивной) схеме. Например, первым вооружением самолётов «Илья Муромец» стала корабельная скорострельная пушка «Гочкис» калибра 37 мм. 76,2-мм пушками АПК-4 был вооружены советские истребители И-12 и И-Z, 105-мм гаубицей вооружен американский Lockheed AC-130.

## Разновидности

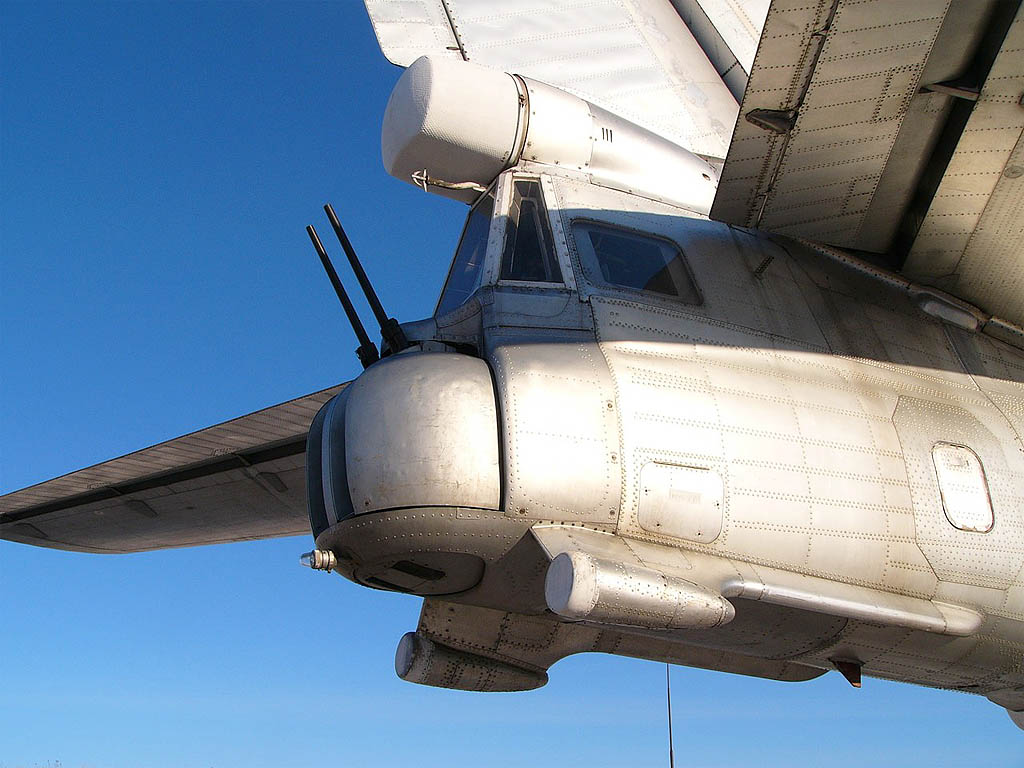
Кормовая установка бомбардировщика Ту-95 с пушками АМ-23.

Авиационные пушки имеют несколько разновидностей по месту и способу размещения: 
- турельные — устанавливаемые в турельной установке;
- крыльевые — устанавливаемые в крыльях самолёта;
- хвостовые (кормовые) — устанавливаемые в хвосте самолёта, для защиты задней полусферы;
- фюзеляжные — устанавливаемые в фюзеляже; могут быть направленными вниз (обычно у штурмовиков), вверх или вбок.
- синхронные — устанавливаемые на фюзеляже самолёта и стреляющий вперёд через винт, при помощи синхронизатора.
- поворотная.

## Конструкции
Одноствольные:
- классические;
- револьверные.

Многоствольные:
- двухствольные (по схеме Гаста);

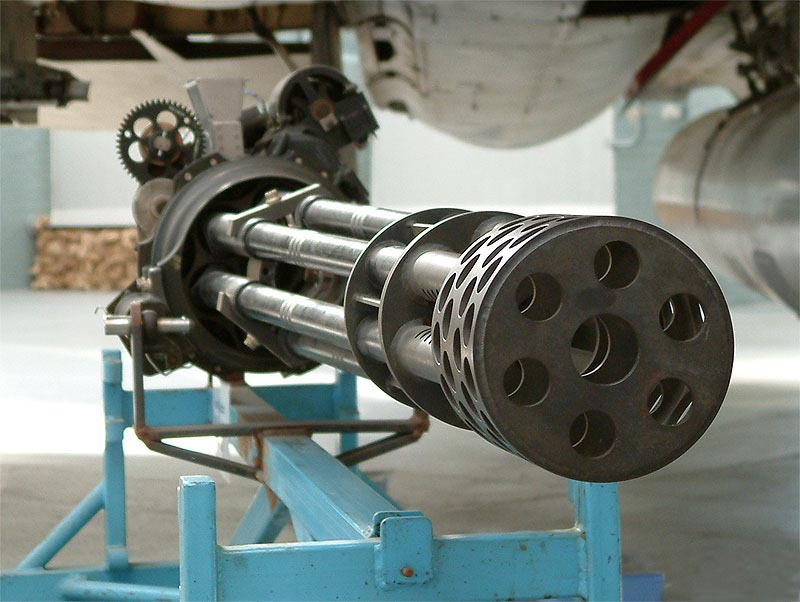
6-ствольная авиапушка M61 Vulcan

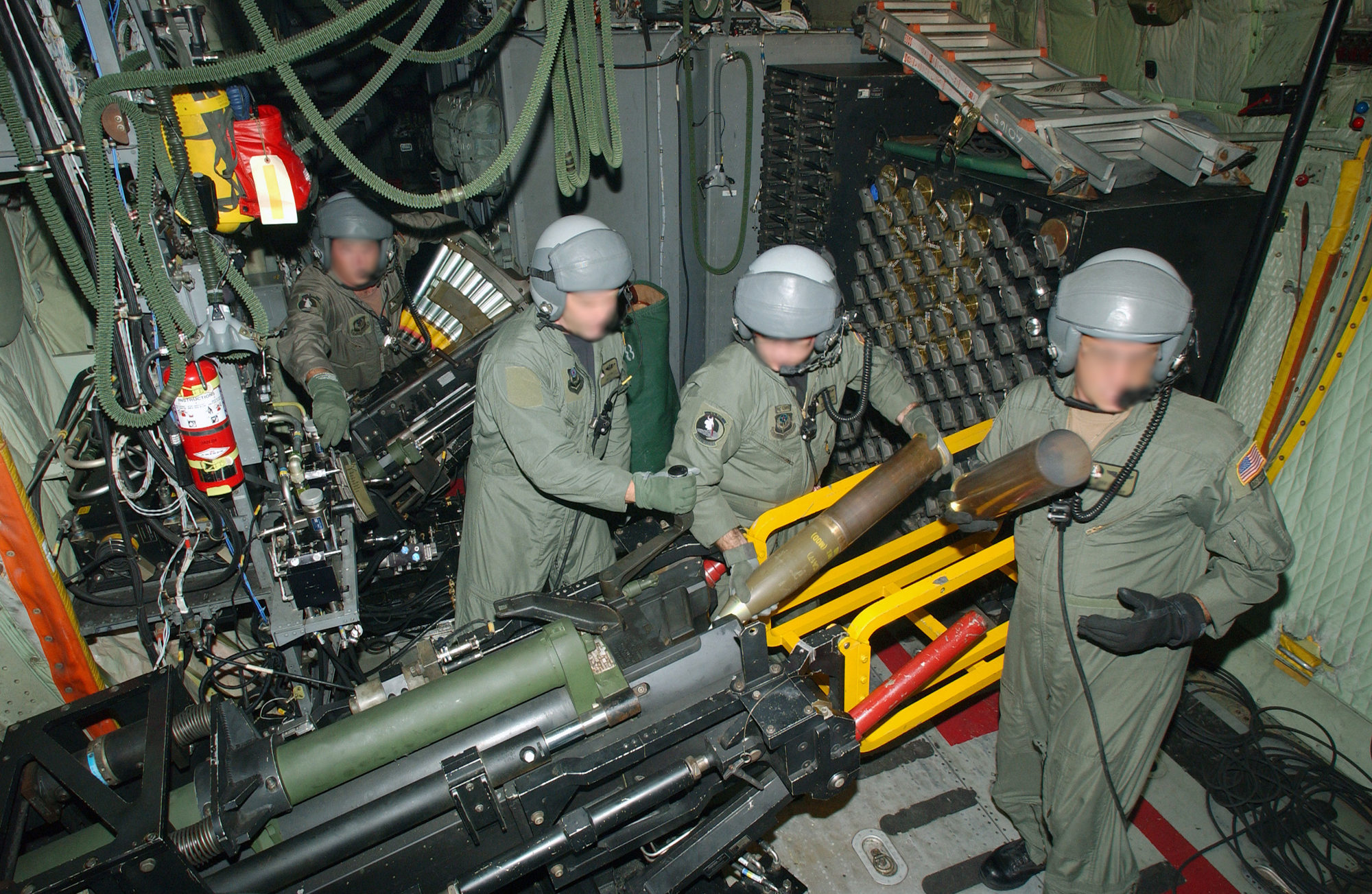
Стрелки возле 105-мм орудия М102 на борту самолета Lockheed AC-130, на заднем плане 40-мм пушка

- с вращающимся блоком стволов (по схеме Гатлинга, 3—7 стволов).

## Виды боеприпасов
Основным фактором, влияющими на выбор боеприпасов для авиапушек является тип поражаемых целей. Авиационные цели обладают целым рядом специфичных особенностей, в частности: высокие скорости и малые размеры целей уменьшают вероятность попадания, что приводит к необходимости применения высокого темпа стрельбы и высокой начальной скорости снарядов, более слабое, чем у наземной техники, бронирование снижает требование по бронепробиваемости, большое количества топлива на борту целей увеличивает значимость зажигательных снарядов. Для поражения авиационных целей используются, в основном, осколочно-фугасные и бронебойно-зажигательные снаряды.
Наземные цели (танки, бронетранспортёры), характерные для штурмовиков и ударных вертолётов, имеют, в большинстве своём, значительно более тяжёлое и прочное бронирование, чем авиационные, что определяет использование бронебойных снарядов.
Также существуют варианты боеприпасов с трассирующим эффектом, облегчающим прицеливание.
Как правило боезапас снаряжается по смешанной схеме: бронебойный-осколочный-бронебойный-осколочный-бронебойный-осколочный-трассирующий
Кроме того, авиационные пушки применяются для постановки помех.

## Примеры
Российские
Первым вооружением самолётов «Илья Муромец» стала корабельная скорострельная пушка «Гочкис» калибра 37 мм. Она устанавливалась на передней артиллерийской площадке и предназначалась для борьбы с «цеппелинами». В расчёт пушки входили наводчик и заряжающий. Площадки под установку пушки имелись на модификации «ИМ-А» (№ 107) и «ИМ-Б» (№ 128, 135, 136, 138 и 143), однако пушки установили только на двух машинах — № 128 и № 135. Они были испытаны, но в боевых условиях не использовались.
Советские
- 1940-х годов — ШВАК, НС-37, НС-45, ВЯ-23
- послевоенные: АМ-23, ГШ-23, Р-23, НР-30, ГШ-30-1; вращающиеся многоствольные: ГШГ, ЯкБ-12,7, ГШ-6-23, ГШ-6-30.

Немецкие
- 1940-х годов — MG FF, MG 151/20, MK 103, MK 108, MK 213 (предшественница современных револьверных пушек).

Швейцарские (Французские)
- Испано-Сюиза (Hispano-Suiza) 20мм.

Американские
- послевоенные: M61 Vulcan, GAU-8 Avenger, М102.